# Bekasi
Bekasi  város Indonéziában, Jáva szigetén. Jakartától közvetlenül keletre fekszik. Becsült lakossága 2,5 millió fő volt 2014-ben.
Számos nemzetközi nagyvállalat leányvállalata megtalálható itt (Honda, Converse, Samsung).
Jakartával autópálya és gyorsvasút (KRL Jabotabek) köti össze. A Jabotabek mozaikszó jelentése.: Ja-Karta, Bo-Gor, Ta-ngerang és Bek-asi.

## Fordítás
Ez a szócikk részben vagy egészben  a   Bekasi című angol Wikipédia-szócikk fordításán alapul.  Az eredeti cikk szerkesztőit annak laptörténete sorolja fel. Ez a jelzés csupán a megfogalmazás eredetét és a szerzői jogokat jelzi, nem szolgál a cikkben szereplő információk forrásmegjelöléseként.